# Затвореност (математика)
У математици, за скуп се каже да је затворен у односу на неку операцију ако та операција над члановима скупа даје као резултат поново члана тог скупа. На пример, реални бројеви су затворени у односу на одузимање, али природни бројеви нису: 3 и 7 су природни бројеви, али резултат 3 − 7 није.
Слично, за скуп се каже да је затворен у односу на колекцију операција ако је затворен за сваку од операција појединачно.
За скуп који је затворен у односу на операцију или колекцију операција се каже да задовољава својство затворења. Често се својство затворења уводи као аксиома, која се тада назива аксиомом затворења. Треба имати у виду да дефиниције модерне теорије скупова обично операције дефинишу као пресликавања између скупова, тако да је додавање затворености у структуру у виду аксиома беспотребно, али и даље има смисла да се пита да ли су подскупови затворени. На пример, реални бројеви су затворени у односу на одузимање, док њихов подскуп (као што је већ напоменуто) природних бројева није.
Када скуп S није затворен у односу на неку операцију, обично је могуће наћи најмањи скуп који садржи S, а који је затворен. Овај најмањи затворен скуп се назива затворењем од S (у односу на посматране операције). На пример, затворење у односу на одузимање, скупа природних бројева, посматраног у виду подскупа реалних бројева, је скуп целих бројева. Важан је пример тополошког затворења.
Треба имати у виду да скуп S мора да буде подскуп затвореног скупа како би оператор затворења могао да буде дефинисан. У претходном примеру је важна чињеница да су реални бројеви затворени за одузимање; у домену природних бројева, одузимање није увек дефинисано.
Не треба мешати две употребе израза затворење. Прва употреба се односи на својство скупа да је затворен, а друга се односи на најмањи затворен скуп који садржи онај који није затворен. Укратко, затворење скупа задовољава својство затворења.

## Затворени скупови
Скуп је затворен за неку операцију, ако та операција даје као резултат елемент скупа сваки пут када јој се као аргументи проследе елементи тог скупа. Понекада се овај захтев експлицитно наводи, и у том случају се ради о аксиоми затворења. На пример, могуће је дефинисати групу као скуп са бинарним производом који задовољава неколико аксиома, укључујући и аксиому да је производ било која два елемента групе поново елемент групе. Међутим, модерна дефиниција операције чини ову аксиому непотребном; n-арни оператор на S је само подскуп од . По самој својој дефиницији, оператор на скупу не може да има вредности изван скупа.
Упркос томе, својство затворења оператора на скупу и даље има смисла. Затворење на скупу не имплицира обавезно затворење на свим подскуповима. Стога, подгрупа групе је подскуп на коме бинарни производ и унарна операција инвертовања задовољавају аксиому затворења.

## Оператор затворења
Ако је дата операција на скупу X, може да се дефинише затворење C(S) подскупа S у X, као најмањи подскуп затворен у односу на ту операцију, који садржи S као подскуп. На пример, затворење подскупа групе је подгрупа генерисана тим скупом.
Затворење скупова у односу на неку операцију дефинише оператор затворења на подскуповима од X. Затворени скупови могу да се одреде из оператора затворења; скуп је затворен ако је једнак сопственом затворењу. Типична структурна својства свих операција затворења су:
- Затворење је повећавајуће или екстензивно: затворење објекта садржи сам објекат.
- Затворење је идемпотентно: затворење затворења је једнако затворењу.
- Затворење је монотоно, то јест, ако се X садржи у Y, онда се и C(X) садржи у C(Y).

Објекат који је сам своје затворење се назива затвореним. По идемпотенцији, објекат је затворен акко је затворење неког објекта.

## Примери
- У теорији матроида, затворење од X је највећи надскуп од X који има исти ранг као и X.
- У теорији скупова, транзитивно затворење бинарне релације.
- У апстрактној алгебри, алгебарско затворење поља.
- У геометрији, конвексни омотач скупа тачака S је најмањи конвексан скуп чији је S подскуп.
- У теорији формалних језика, Клинијево затворење језика се може описати као скуп ниски које се могу направити дописивањем нула или више ниски тог језика.
- У теорији група, нормално затворење скупа елемената групе је најмања нормална подгрупа која садржи скуп.